# クムゴル駅
クムゴル駅（クムゴルえき、朝鮮語: 금골역）は、朝鮮民主主義人民共和国咸鏡南道端川市にある駅で、クムゴル線に属する。 

## 隣の駅
クムゴル線
白金山駅 - クムゴル駅 - 新徳駅